# 구 공주읍사무소
구 공주읍사무소(舊 公州邑事務所)는 대한민국 충청남도 공주시 반죽동에 자리한 근대 건축물이다. 1923년 개관 당시 충남금융조합연합회 회관으로 사용되었던 해당 건축물은 1934년부터 충청남도 공주군에 이관되어 공주읍(현재의 공주시 동 지역)의 사무소 건물로서, 공주읍 일원이 시로 승격된 1986년부터 공주시청 청사로 4년간 사용되었다.
해당 건물은 충청남도청 청사(대전을 거쳐 내포신도시로 이전, 현 공주사대부고), 공주지방법원(신관동으로 이전, 현 공주세무서), 공주우체국, 공주욱정경찰서(현재의 공주경찰서, 지금의 공주지역아동센터 자리) 등 주요 관공서를 끼고 있는 위치에 자리해 있어, 일제강점기 도시의 도심 구조와 형태를 알 수 있는 사료로서의 가치가 높다.
공주시청 청사로 사용된 이후에는 20년 가까이 일반적인 건물처럼 쓰이는 등 문화재적 가치를 살리지 못한 채로 있다가 2008년 공주시가 다시 인수한 뒤 2010년 지역 문화사업에 따른 '디자인 카페'로 사용되었고, 2014년에는 공주영상역사관으로, 2021년에는 다시 '옛 공주읍사무소'로 공주 지역의 근대 생활사를 알 수 있는 공간으로 단장해 공주를 찾는 관광객을 맞이하고 있다.

## 개요
벽돌조로 지어진 구 공주읍사무소 건물은 연면적 333.69㎡, 건축면적 194.94㎡ 규모로 지어졌다. 조선금융조합연합의 충남지부격인 충남금융조합연합회가 해당 건물의 건축을 주도했는데, 당시 충남금융조합연합회는 당시 공주에 위치해 있었던 충남도청의 사무실을 빌려 1918년 입주했으나 규모가 협소해 사업에 어려움을 겪었다. 그러던 1923년, 충남금융조합연합회는 공주욱정경찰서 인근 토지를 매입한 뒤 2만 5천원의 사업비를 투입해 해당 건물을 건축한 것으로 전해진다.
하지만 1932년 충남도청이 공주에서 대전으로 이전하면서 충남금융조합연합회 역시 자리를 옮겼고, 1931년 면에서 읍으로 승격한 공주읍은 청사의 공간 부족 문제를 겪던 차 충남금융조합연합회가 대전으로 이주하자 해당 건물을 매수하여 1934년 5월부터 공주읍사무소 청사로 활용하게 되었다. 이는 해방 이후 1986년 1월을 기해 공주읍 일대가 공주시로 승격할 때까지 이어졌으며, 1986년부터는 공주시청으로 해당 건물이 활용되었다. 하지만 공주시청 역시 1989년을 기해 봉황동에 위치한 새로운 건물로 이전하면서 구 공주읍사무소 건물은 55년의 공공청사로서의 역사를 마치고 민간에 매각된다.
민간에 매각된 이후 미술학원 등으로 활용되었던 구 사무소는 2008년 다시 공공의 품에 안긴다. 공주시가 공주 고도 역사문화관광개발 마스터플랜 사업을 추진하면서 구 읍사무소 청사의 리모델링을 포함한 근대 역사 문화 개발 사업을 진행한 것이다. 이에 따라 공주시는 해당 건물을 매각 이후 약 20년만에 다시 매입하고 '국고개 문화거리' 사업을 진행했다. 구 읍사무소 건물을 디자인 카페와 전시장으로 바꾸는 등의 사업이 이루어진 국고개 문화거리 사업은 2010년 치러진 '2010 대한민국 공간문화대상'에서 대통령상을 수상하기에 이른다.
아울러 2009년 구 읍사무소 건물이 문화재적 가치를 인정받아 등록문화재로 지정되고, 2013년부터는 다시 리모델링 사업이 진행되기에 이른다. 약 7억 원의 사업비가 투입된 구 읍사무소 건물에는 2014년 공주역사영상관이 완공되었고, 공주시를 찾는 관광객들에게 정보를 제공하고 공주의 역사와 관련된 영상 및 사진자료를 열람할 수 있는 공간으로 재탄생되었다. 이어 2021년에는 역사적·건축사적 가치를 온전히 느낄 수 있도록 원래의 모습으로 정비하는 사업이 진행되어, 2021년 기준으로는 공주시의 근대 역사 등을 알 수 있는 복합문화시설로 재개장했다.

## 지정 사유
문화재청에 따르면 구 공주읍사무소 건물의 등록문화재 지정 사유는 다음과 같다.
- 건축물 전면에 서양의 고전 양식을 새롭게 해석하여 독특한 주범 양식으로 된 기둥과 그 위 아키트레이브·프리즈·코르니스로 이루어진 엔터블러츄어로 구성된 2층 벽돌조 근대 양식 건축물로서 현재 원형이 잘 간직되어 있다.
- 1920년 충남금융조합연합회 회관으로 신축된 이후 공주읍사무소, 공주시청 등으로 사용되어 오면서 공주 지역에서 근대기 대표적 관공서 건물로서의 역사성을 갖춘 데다 당시 조선금융조합 관련 은행 건축으로서 건축적 가치가 높다.[6]

## 참고 문헌
- 구 공주읍사무소 - 국가유산청 국가유산포털